# ثالث كوكب بعد الشمس (مسلسل)
ثالث كوكب بعد الشمس (بالإنجليزية: 3rd Rock from the Sun)‏ هو مسلسل أمريكي كوميدي يعتمد على كوميديا الموقف وحاصل على عدة جوائز من مهرجان إيمي، وقد تمت إذاعة حلقاته من 1996 حتى 2001 على قناة هيئة الإذاعة الوطنية.

## القصة
مجموعة من المخلوقات الفضائية يصلون إلى كوكب الأرض من أجل دراسته. و لكي لا تكتشف هويتهم الحقيقية فإنهم اتخذوا هيئة أجسام البشر لدراسة المشاعر الإنسانية وحركات الجسد والحاجات النفسية، من دون أن يكون لديهم أدنى فكرة عما يحدث لهم. ويتولى قائد هذه المجموعة وظيفة أستاذ جامعي بينما يكون الخبير العسكري أخته وخبير المعلومات ابنه ومسئول الاتصالات أخيه الأصغر.

## الشخصيات
- جون ليثغو في دور ديك سولومون: القائد الأعلى لمجموعة المخلوقات الفضائية. يتصرف كالأطفال عادة. يعتبر أصغر المخلوقات الفضائية عمرا على الرغم من كونه الأكبر سنا في العائلة البشرية.
- كريستين جونستون في دور سالي سولومون: تحمل رتبة ملازم في الجيش وتعتبر ضابط الأمن والذراع الأيمن للقائد الأعلى، أما في الأسرة البشرية فهي الأخت الأصغر لديك.
- فرينش ستيوارت في دور هاري سولومون: لم يكن من ضمن المجموعة الاستكشافية ولكن بسبب وجود مقعد خالي في المركبة فقد تم استدعائه من أجل أن يكون مسئول الاتصالات. في كثير من الأحيان يتلقى رسائل من قائد ديك الرأس الكبير الضخم. وفي الأسرة البشرية فهو يعتبر أخ ديك وسالي وعم تومي.
- جوزيف جوردون-ليفيت في دور تومي سولومون: ضابط المعلومات والمسئول الثالث في المجموعة. ويلعب تومي دور ابن ديك على الرغم من كونه أكبر المخلوقات الفضائية عمرا. وترك جوردون-ليفيت المسلسل بعد نهاية الجزء الخامس ولكنه في الجزء السادس كان يظهر بشكل قليل كضيف شرف في الحلقات.
- جين كورتين في دور الأستاذة ماري أولبرايت: زميلة ديك في الجامعة وحبيبته. تعتبر ماري أن ديك إنسان عديم الإحساس وغبي ولكنها لا تستطيع الابتعاد عنه بسبب تصرفاته الطفولية التي تضحكها.
- سيمبي كالي في دور نينا كامبل: المساعدة الإدارية لديك وماري. تقوم ببعض الأمور المجانية لصالح ديك مثل ذهابها لتغيير إطارات سيارته. رأي نينا في ديك بأنه إنسان غبي، أناني، وأحمق ولا تعلم سبب حب ماري له ولكن في بعض المشاهد فإنهما يبدوان في منتهى الانسجام.
- إلماري وينديل في دور السيدة مامي دوبتشيك: المرأة التي أجرت شقتها للمخلوقات الفضائية وهي تتميز بعدم اهتمامها بالآخرين وشغفها بالعشق وإشاراتها الجنسية الواضحة. تتميز علاقتها بالأسرة بالحب والود ودائما تصعد إلى شقتهم من أجل الاطمئنان عليهم.
- واين نايت في دور الضابط دون ليسلي أورفيل: يعمل في قسم شرطة قرية روثيرفورد. لا يتميز بالبراعة في عمله ويرتبط بعلاقة حب مع سالي ويتضح في الحلقة الأخيرة بأن دون جبان وانضم إلى سلك الشرطة من أجل أن يكون محاطا برجال الشرطة من أجل حمايته.

## أبرز ضيوف شرف الحلقات
- الموسم الأول: مارثا ستيوارت، فيل هارتمان، جون ماهوني، لورين جراهام
- الموسم الثاني: دينيس رودمان، جورج تاكي، أل فرانكين، مايك ديتكا، مارك هاميل، راندي نيومان
- الموسم الثالث: روزان بار، إلين ستريتش، سيندي كروفورد، دوم ديلويس، جون كليس
- الموسم الرابع: لوري ميتكالف، كاثي بيتس، ويليام شاتنر
- الموسم الخامس: بيلي كونولي، ديفيد هاسيلهوف، تشاينا، ميغيل فيرير، ألان كومينغ، إنريكو كولانتوني
- الموسم السادس: ميغان مولالي، إلفيس كوستيلو

## جوائز المسلسل في مهرجان إيمي
| السنة | الجائزة                           | الشخص                         |
| ----- | --------------------------------- | ----------------------------- |
| 1996  | أفضل ممثل رئيسي في مسلسل كوميدي   | جون ليثغو                     |
| 1997  | أفضل مصمم رقصات                   | مارجريت بوميرن ديريكس         |
| 1997  | أفضل أزياء في مسلسل               | ميلينا روت                    |
| 1997  | أفضل ممثل رئيسي في مسلسل كوميدي   | جون ليثغو                     |
| 1997  | أفضل موسيقى تصويرية لمسلسل كوميدي | جيس بيك، تود غريس، كريغ بورتر |
| 1997  | أفضل ممثلة ثانوية في مسلسل كوميدي | كريستين جونستون               |
| 1998  | أفضل ممثل رئيسي في مسلسل كوميدي   | جون ليثغو                     |
| 1998  | أفضل ممثلة ثانوية في مسلسل كوميدي | كريستين جونستون               |

## روابط خارجية
- ثالث كوكب بعد الشمس على موقع IMDb (الإنجليزية)
- ثالث كوكب بعد الشمس على موقع ميتاكريتيك (الإنجليزية)
- ثالث كوكب بعد الشمس على موقع الموسوعة البريطانية (الإنجليزية)
- ثالث كوكب بعد الشمس على موقع روتن توميتوز (الإنجليزية)
- ثالث كوكب بعد الشمس على موقع أول موفي (الإنجليزية)
- ثالث كوكب بعد الشمس على موقع فيلمافينيتي (الإسبانية)
- ثالث كوكب بعد الشمس على موقع كينوبويسك (الروسية)
- ثالث كوكب بعد الشمس على موقع ألو سيني (الفرنسية)
- ثالث كوكب بعد الشمس على موقع قاعدة بيانات الفيلم (الإنجليزية)